# Мијат Весовић
Мијат Весовић (Голово, 1868—1925) био је чиновник, учесник Балканских ратова, Првог светског рата и носилац Карађорђеве звезде са мачевима.
Рођен је 1868. године у Голову, општина Чајетина, завршио је основну школу у Мачкату, па се касније запослио као писар у Начелству среза златиборског. Почетком 20. века помиње се као друштвени радник и иницијатор многих културних дешавања и као један од оснивача читаонице, ловачког друштва и стрељачке дружине у Чајетини.
Истакао се почетком Првог светског рата, када је српска војска држала положаје на Јаворју, Увцу и Црном Врху. Тада је после тешког рањавања дотадашњег команданта Јована Караичића, преузео команду над 3. четом 2. батаљона. Током тродневних борби, због брзог преузимања команде над четом у расулу, успешног руковођења и правовременог доношења исправних одлука, као и јуначког држања на дринском фронту одликован је Орденом Карађорђеве звезде са мачевима. Због година није одступао са војском преко Албаније.
Умро је 18. новембра 1925. године у Голову.